# Laurence Bovy
Laurence Bovy (19 februari 1967) is een Belgische topambtenaar.

## Levensloop
Laurence Bovy studeerde rechten aan de Université de Liège en de Université libre de Bruxelles en drama aan het INSAS. Na haar studies werkte ze voor het Théâtre de la Vie en Iris Ziekenhuizen. Van 1999 tot 2003 was ze vicevoorzitter van het Institut Jules Bordet.
Van 2003 tot 2014 was ze kabinetschef van vicepremier Laurette Onkelinx (PS), die achtereenvolgens minister van Justitie en minister van Sociale Zaken en Volksgezondheid was. Voor de PS bekleedde ze verschillende mandaten:
- lid van de Commissie voor de bescherming van de persoonlijke levenssfeer (1997-2000),
- voorzitter van de raad van bestuur van de Haven van Brussel (2007-2010),[1][2]
- voorzitter van de raad van bestuur van de Nationale Maatschappij der Belgische Spoorwegen (2009-2013),[3]
- bestuurder van de Université libre de Bruxelles (2012-2015),
- bestuurder (2013-heden) en voorzitter van de raad van bestuur (2013-2016, 2022-heden) van de Federale Participatie- en Investeringsmaatschappij,[4]
- voorzitter van de raad van bestuur van finance&invest.brussels (2014-2017),
- regeringscommissaris bij de Université de Liège en het Centre Hospitalier Universitaire de Liège (2015-2017),
- waarnemend lid van de raad van bestuur, het strategisch comité en het auditcomité van de Société wallonne des eaux (2015-2017),
- bestuurder van de Muziekkapel Koningin Elisabeth (2015-2018),
- bestuurder van Dokters van de Wereld België (2016-2017),
- bestuurder van Prométhéa (2016-2019),
- bestuurder van de Koning Boudewijnstichting (2016-2023),
- directeur-generaal van Vivaqua (2017-heden).[5]

Van 2014 tot 2015 werkte Bovy bij de Europese Bank voor Wederopbouw en Ontwikkeling. Van 2015 tot 2017 was ze onafhankelijk bestuurder van Corilus en van 2019 tot 2021 van Fluxys.